# Analândia (ort)
Analândia är en ort i Brasilien.   Den ligger i kommunen Analândia och delstaten São Paulo, i den sydöstra delen av landet, 700 km söder om huvudstaden Brasília. Analândia ligger 687 meter över havet och antalet invånare är 4 289.
Terrängen runt Analândia är kuperad åt sydväst, men åt nordost är den platt. Analândia ligger nere i en dal. Runt Analândia är det glesbefolkat, med 11 invånare per kvadratkilometer.. Analândia är det största samhället i trakten.
Omgivningarna runt Analândia är huvudsakligen savann.